# Gnafòsids
Els gnafòsids (Gnaphosidae) són una família d'aranyes araneomorfes. Fou descrita per primera vegada per Reginald Innes Pocock l'any 1898. En anglès l'anomenen ground spider (aranya de terra).
És la setena família més nombrosa de les 111 existents en l'ordre Araneae. El nombre segueix incrementant-se perquè es van descrivint noves espècies. Actualment, no se coneix cap gnafòsid veritablement verinós per als éssers humans.
Presenten colors vermelloses, marrons, grisos o negres, amb ratlles o sense. Malgrat la seva diversitat no són fàcils d'observar. Es caracteritzen pel fet que les fileres anteriors tenen forma de bóta amb un diàmetre molt diferent de les altres fileres; una excepció d'aquesta regla es troba en el gènere Micaria, que té una aparença que imita a la de les formigues. Una altra característica és una osca en les endites, o parts bucals anteriors i laterals al labium o llavi. No construeixen cap mena de teranyina i capturen les seves preses a la carrera.

## Llista de gèneres
Segons el World Spider Catalog amb data de 28 de febrer de 2019, aquesta família té reconeguts 158 gèneres i 2.530 espècies. El creixement dels darrers anys és considerable, ja que el 2006 hi havia reconeguts 116 gèneres, 1.975 espècies.
- Allomicythus Ono, 2009
- Allozelotes Yin & Peng, 1998
- Almafuerte Grismado & Carrión, 2017
- Amazoromus Brescovit & Höfer, 1994
- Amusia Tullgren, 1910
- Anagraphis Simon, 1893
- Anagrina Berland, 1920
- Aneplasa Tucker, 1923
- Anzacia Dalmas, 1919
- Aphantaulax Simon, 1878
- Apodrassodes Vellard, 1924
- Apodrassus Chamberlin, 1916
- Apopyllus Platnick & Shadab, 1984
- Aracus Thorell, 1887
- Arauchemus Ott & Brescovit, 2012
- Asemesthes Simon, 1887
- Asiabadus Roewer, 1961
- Australoechemus Schmidt & Piepho, 1994
- Austrodomus Lawrence, 1947
- Benoitodes Platnick, 1993
- Berinda Roewer, 1928
- Berlandina Dalmas, 1922
- Brasilomma Brescovit, Ferreira & Rheims, 2012
- Cabanadrassus Mello-Leitão, 1941
- Callilepis Westring, 1874
- Callipelis Zamani & Marusik, 2017
- Camillina Berland, 1919
- Canariognapha Wunderlich, 2011
- Caudalia Alayón, 1980
- Ceryerda Simon, 1909
- Cesonia Simon, 1893
- Chatzakia Lissner & Bosmans, 2016
- Chileomma Platnick, Shadab & Sorkin, 2005
- Chileuma Platnick, Shadab & Sorkin, 2005
- Chilongius Platnick, Shadab & Sorkin, 2005
- Civizelotes Senglet, 2012
- Cladothela Kishida, 1928
- Coillina Yin & Peng, 1998
- Coreodrassus Paik, 1984
- Cryptodrassus Miller, 1943
- Cryptoerithus Rainbow, 1915
- Cubanopyllus Alayón & Platnick, 1993
- Diaphractus Purcell, 1907
- Drassodes Westring, 1851
- Drassodex Murphy, 2007
- Drassyllus Chamberlin, 1922
- Echemella Strand, 1906
- Echemographis Caporiacco, 1955
- Echemoides Mello-Leitão, 1938
- Echemus Simon, 1878
- Eilica Keyserling, 1891
- Eleleis Simon, 1893
- Encoptarthria Main, 1954
- Epicharitus Rainbow, 1916
- Fedotovia Charitonov, 1946
- Gertschosa Platnick & Shadab, 1981
- Gnaphosa Latreille, 1804
- Haplodrassus Chamberlin, 1922
- Herpyllus Hentz, 1832
- Heser Tuneva, 2004
- Hitobia Kamura, 1992
- Homoeothele Simon, 1908
- Hongkongia Song & Zhu, 1998
- Hypodrassodes Dalmas, 1919
- Ibala Fitzpatrick, 2009
- Intruda Forster, 1979
- Iranotricha Zamani & Marusik, 2018
- Kaitawa Forster, 1979
- Katumbea Cooke, 1964
- Kishidaia Yaginuma, 1960
- Ladissa Simon, 1907
- Laronius Platnick & Deeleman-Reinhold, 2001
- Lasophorus Chatzaki, 2018
- Latonigena Simon, 1893
- Leptodrassex Murphy, 2007
- Leptodrassus Simon, 1878
- Leptopilos Levy, 2009
- Litopyllus Chamberlin, 1922
- Lygromma Simon, 1893
- Lygrommatoides Strand, 1918
- Macarophaeus Wunderlich, 2011
- Marjanus Chatzaki, 2018
- Matua Forster, 1979
- Megamyrmaekion Reuss, 1834
- Micaria Westring, 1851
- Microdrassus Dalmas, 1919
- Microsa Platnick & Shadab, 1977
- Micythus Thorell, 1897
- Minosia Dalmas, 1921
- Minosiella Dalmas, 1921
- Molycria Simon, 1887
- Montebello Hogg, 1914
- Moreno Mello-Leitão, 1940
- Myandra Simon, 1887
- Namundra Platnick & Bird, 2007
- Nauhea Forster, 1979
- Neodrassex Ott, 2012
- Neozimiris Simon, 1903
- Nodocion Chamberlin, 1922
- Nomindra Platnick & Baehr, 2006
- Nomisia Dalmas, 1921
- Nopyllus Ott, 2014
- Notiodrassus Bryant, 1935
- Odontodrassus Jézéquel, 1965
- Oltacloea Mello-Leitão, 1940
- Orodrassus Chamberlin, 1922
- Parabonna Mello-Leitão, 1947
- Paracymbiomma Rodrigues, Cizauskas & Rheims, 2018
- Parasyrisca Schenkel, 1963
- Phaeocedus Simon, 1893
- Plutonodomus Cooke, 1964
- Poecilochroa Westring, 1874
- Prodida Dalmas, 1919
- Prodidomus Hentz, 1847
- Pseudodrassus Caporiacco, 1935
- Pterotricha Kulczyński, 1903
- Pterotrichina Dalmas, 1921
- Purcelliana Cooke, 1964
- Sanitubius Kamura, 2001
- Scopoides Platnick, 1989
- Scotocesonia Caporiacco, 1947
- Scotognapha Dalmas, 1920
- Scotophaeus Simon, 1893
- Sergiolus Simon, 1892
- Sernokorba Kamura, 1992
- Setaphis Simon, 1893
- Shaitan Kovblyuk, Kastrygina & Marusik, 2013
- Shiragaia Paik, 1992
- Sidydrassus Esyunin & Tuneva, 2002
- Smionia Dalmas, 1920
- Sosticus Chamberlin, 1922
- Symphanodes Rainbow, 1916
- Synaphosus Platnick & Shadab, 1980
- Talanites Simon, 1893
- Talanitoides Levy, 2009
- Theuma Simon, 1893
- Theumella Strand, 1906
- Titus O. Pickard-Cambridge, 1901
- Tivodrassus Chamberlin & Ivie, 1936
- Trachyzelotes Lohmander, 1944
- Trephopoda Tucker, 1923
- Trichothyse Tucker, 1923
- Tricongius Simon, 1893
- Turkozelotes Kovblyuk & Seyyar, 2009
- Urozelotes Mello-Leitão, 1938
- Verita Ramírez & Grismado, 2016
- Wesmaldra Platnick & Baehr, 2006
- Wydundra Platnick & Baehr, 2006
- Xerophaeus Purcell, 1907
- Xizangia Song, Zhu & Zhang, 2004
- Zelanda Özdikmen, 2009
- Zelominor Snazell & Murphy, 1997
- Zelotes Gistel, 1848[3]
- Zelotibia Russell-Smith & Murphy, 2005
- Zelowan Murphy & Russell-Smith, 2010
- Zimirina Dalmas, 1919
- Zimiris Simon, 1882
- Zimiromus Banks, 1914

### Fòssils
Segons el World Spider Catalog versió 19.0 (2018), existeixen els següents gèneres fòssils:
- †Captrix Petrunkevitch, 1942
- †Drassyllinus Wunderlich, 1988
- †Eognaphosops Wunderlich, 2011
- †Eomactator Petrunkevitch, 1958
- †Palaeodrassus Petrunkevitch, 1922
- †Zelotetis Wunderlich, 2011

### Superfamília
Els gnafòsids que havien format part dels gnafosoïdeu (Gnaphosoidea), una antiga superfamília formada per set famílies entre les quals els gnafòsids, amb 1.975 l'any 2006, eren els que tenen més espècies; a distància venien els prodidòmids, amb 299 espècies.
Les aranyes, tradicionalment, havien estat classificades en famílies que van ser agrupades en superfamílies. Quan es van aplicar anàlisis més rigorosos, com la cladística, es va fer evident que la major part de les principals agrupacions utilitzades durant el segle XX no eren compatibles amb les noves dades. Actualment, els llistats d'aranyes, com ara el World Spider Catalog, ja ignoren la classificació de superfamílies.